# Parotoplana turgida
Parotoplana turgida är en plattmaskart som beskrevs av Ax 1974. Parotoplana turgida ingår i släktet Parotoplana och familjen Otoplanidae. Inga underarter finns listade i Catalogue of Life.